# Communicateur
Le communicateur est un appareil fictif utilisé pour la communication vocale dans l'univers fictif de Star Trek. Comme on le voit dans au moins deux cas, les épisodes de la série originale Demain sera hier et La Colombe, il peut également servir de dispositif/balise de signalisation d'urgence, semblable à un transpondeur. Le communicateur permet un contact direct entre individus ou via le système de communication d'un navire.
Le communicateur a été conçu par Wah Chang (en), qui a également conçu d'autres accessoires de Star Trek tels que le phaser et le tricordeur, ainsi que le premier vaisseau romulien.

## Influence et postérité

### Invention du téléphone portable
Quand l'ingénieur américain Martin Cooper  découvre cet objet devant sa télévision au début des années 1970, lors d'une rediffusion de la série alors qu'il travaille pour l'entreprise de télécommunications Motorola, notamment sur les radios portatives. La série lui donne, dés lors, l'élan de continuer ses recherches et de concevoir un projet qu'il n'avait jusque-là pas osé développer en se basant sur l'idée d'un téléphone portable.

### Relation avec la technologie réelle actuelle
Le 12 juillet 2010, CBS a publié une application iPhone, créée par Talkndog Mobile, appelée Star Trek Communicator. L'application a reproduit le design et le gazouillis iconique du communicateur.
En juin 2016 The Wand Company Ltd. a publié une réplique très précise et fonctionnelle du communicateur de la série télévisée Star Trek utilisant le Bluetooth pour lui permettre de se coupler et de se connecter à un téléphone mobile compatible Bluetooth afin de lui permettre d'être utilisé exactement de la manière envisagée dans l'original émission télévisée Star Trek : pour passer et recevoir des appels. Les progrès de la reconnaissance vocale et de l'intelligence artificielle basée sur le cloud permettent à l'utilisateur d'utiliser la numérotation vocale via l'interface plutôt simple, mais aussi de poser des questions à l'aide de Siri, Assistant Google, Cortana ou tout autre assistant personnel numérique par l'intermédiaire du communicateur. C'est à peu près la même chose que lorsqu'un membre de l'équipage de l'Enterprise dans la série originale demande à l'ordinateur du vaisseau de trouver un collègue ou de demander une mise à jour de son statut.
En décembre 2016, Fametek LLC. a sorti le CommBadge de Star Trek : La Nouvelle Génération qui utilise la technologie Bluetooth 4.2 pour lui permettre de s'associer à un téléphone portable ou une tablette compatible Bluetooth afin de passer et de recevoir des appels et d'utiliser des commandes vocales via Siri, Google Assistant ou Cortana. Le ComBadge Bluetooth dispose également d'un mode Cos-Play qui, lorsqu'il est activé, déclenche le même effet sonore Chirp que dans la série.
Aucun équivalent réel de la communication subspatiale n'a été développé, proposé ou théorisé. Cependant, de nombreux autres aspects de la technologie de communication de Starfleet sont courants. Par exemple, la fonctionnalité de localisation/transpondeur est mise en œuvre par le biais de GPS, LoJack, RFID et de radiogoniométrie, et les assistants numériques basés sur le cloud fonctionnent d'une manière similaire à l'intelligence artificielle de l'ordinateur d'un vaisseau de Starfleet.